# Animal sauvage

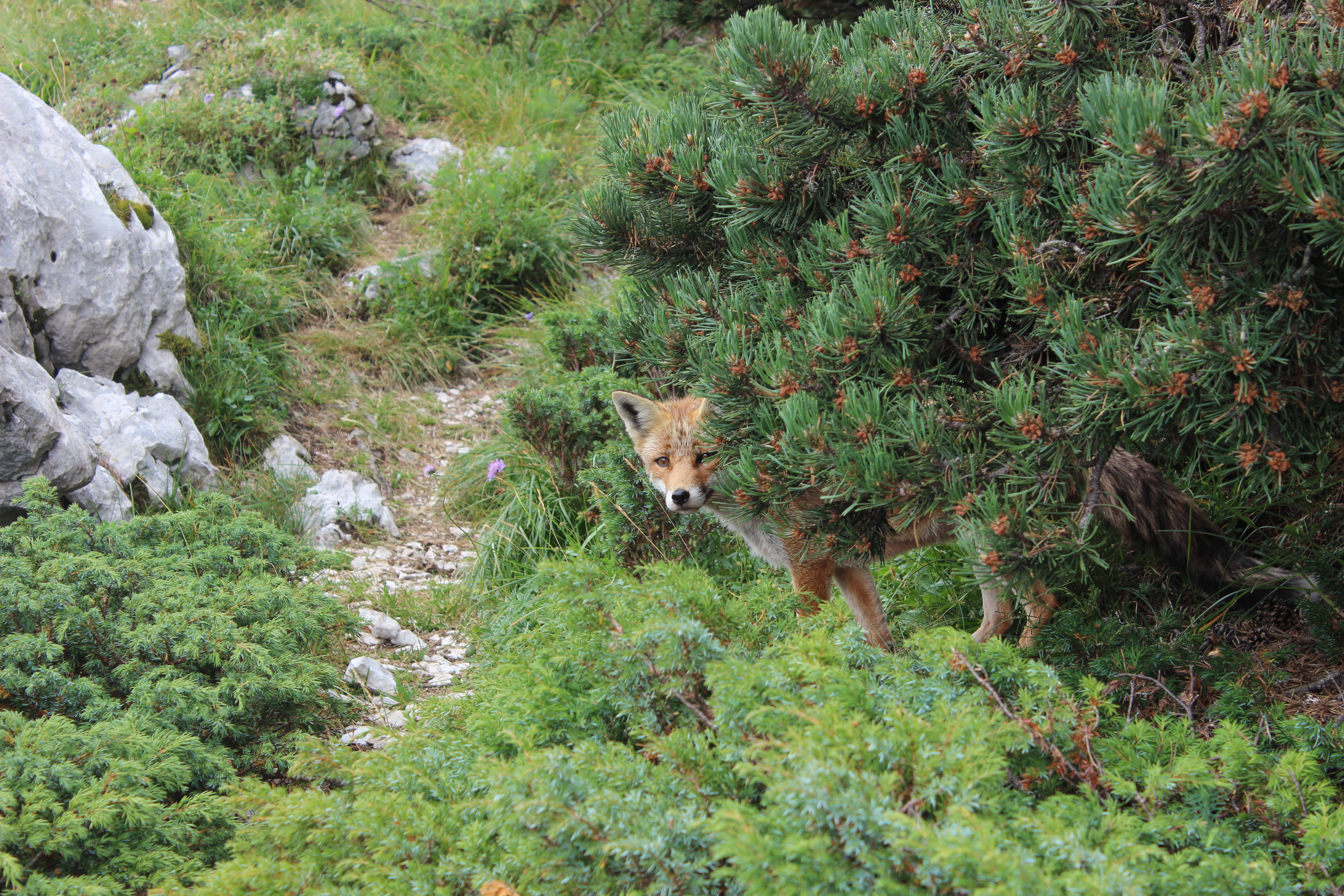
Renard roux dans la nature.

L'animal sauvage est un animal à l'état naturel de la vie sauvage, hors du contrôle humain. Une espèce sauvage se définit par opposition à domestique ou apprivoisée ; et aussi, moins nettement, à une espèce  férale, retournée à la vie sauvage.

## Définition

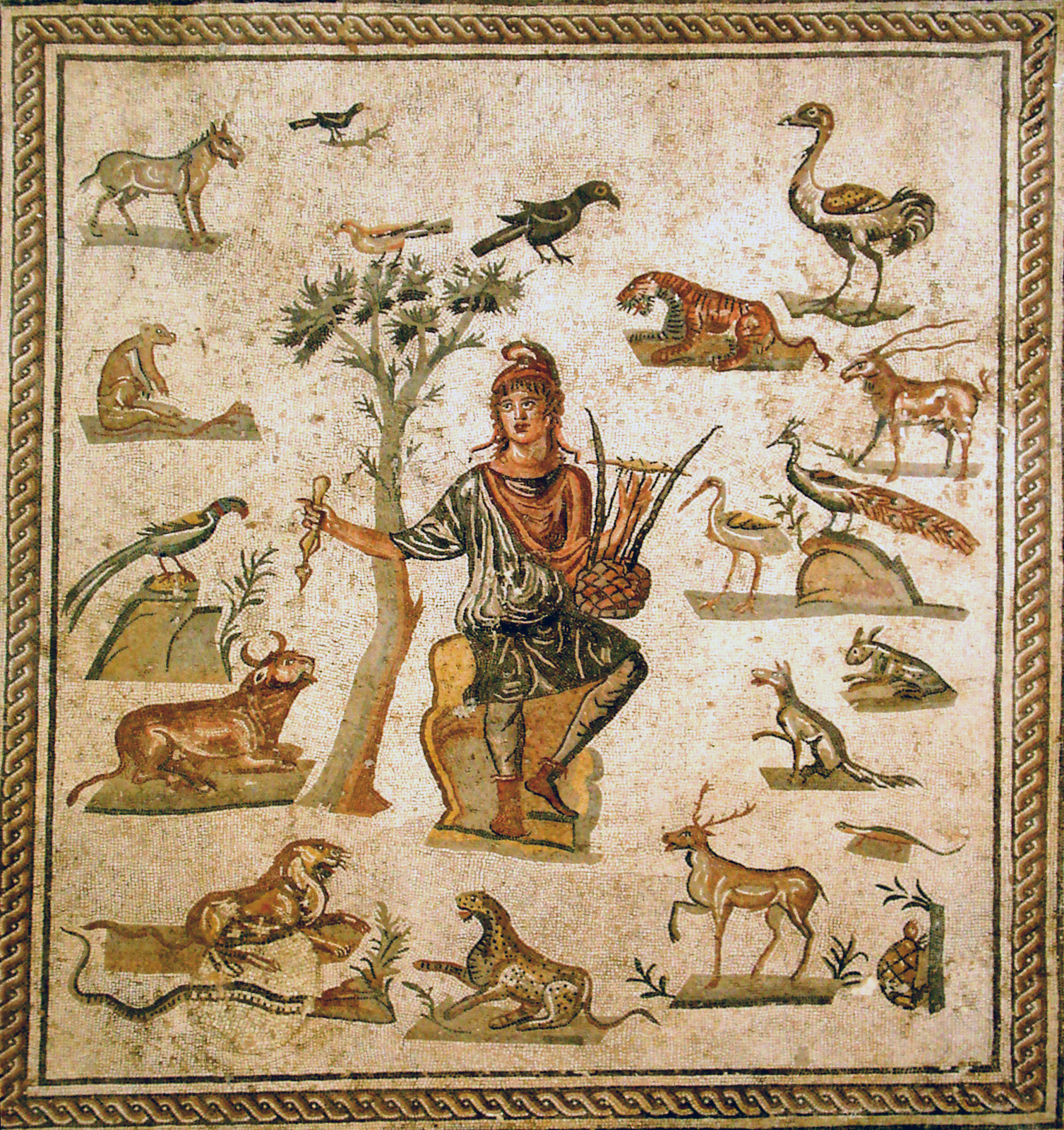
Mosaïque romaine représentant Orphée charmant les animaux sauvages.

En droit français, l'animal sauvage est un animal « sans maître », donc qui n'appartient à personne (Res nullius), et vit « à l'état de liberté naturelle ». Les espèces sauvages sont celles « n'ont pas subi de modifications de la part de l'homme ».
En biologie, le « sauvage » est le type naturel de référence, par analogie avec le « sauvage » des ethnologues, cet individu barbare qui ne connaît pas la civilisation.

## État sauvage
Avant d'être domestiqués, tous les animaux étaient sauvages, c'est-à-dire libres et indépendants de l'homme. L'animal sauvage se reproduit et se procure de la nourriture en suivant son seul instinct.
L'individu sauvage est soumis à la sélection naturelle de la vie sauvage. Par exemple, si la longévité potentielle d'un chat (Felis silvestris catus) est estimée à 20 ans, un chat errant exposé aux dangers extérieurs a une longévité moyenne de seulement trois années,.

### État semi-sauvage
L'animal semi-sauvage n'a que des contacts occasionnels avec les humains. Il peut aussi s'agir d'un animal domestique livré à lui-même dans la nature ou d'un retour à l'état sauvage, on parle alors de marronnage.

## Aspects écologique et climatiques
Les animaux sauvages interagissent entre eux et avec leur environnement.
Ces interactions se manifestent à toutes les échelles et en particulier dans les réseaux trophiques via les équilibres prédateurs-proies, herbivores-plantes et hôtes-parasites, certaines espèces jouant un rôle écologique particulièrement important pour les grands équilibres écologiques (nécrophages et superprédateurs par exemple).
Des variations spatiotemporelles importantes concernent les espèces migratrices.

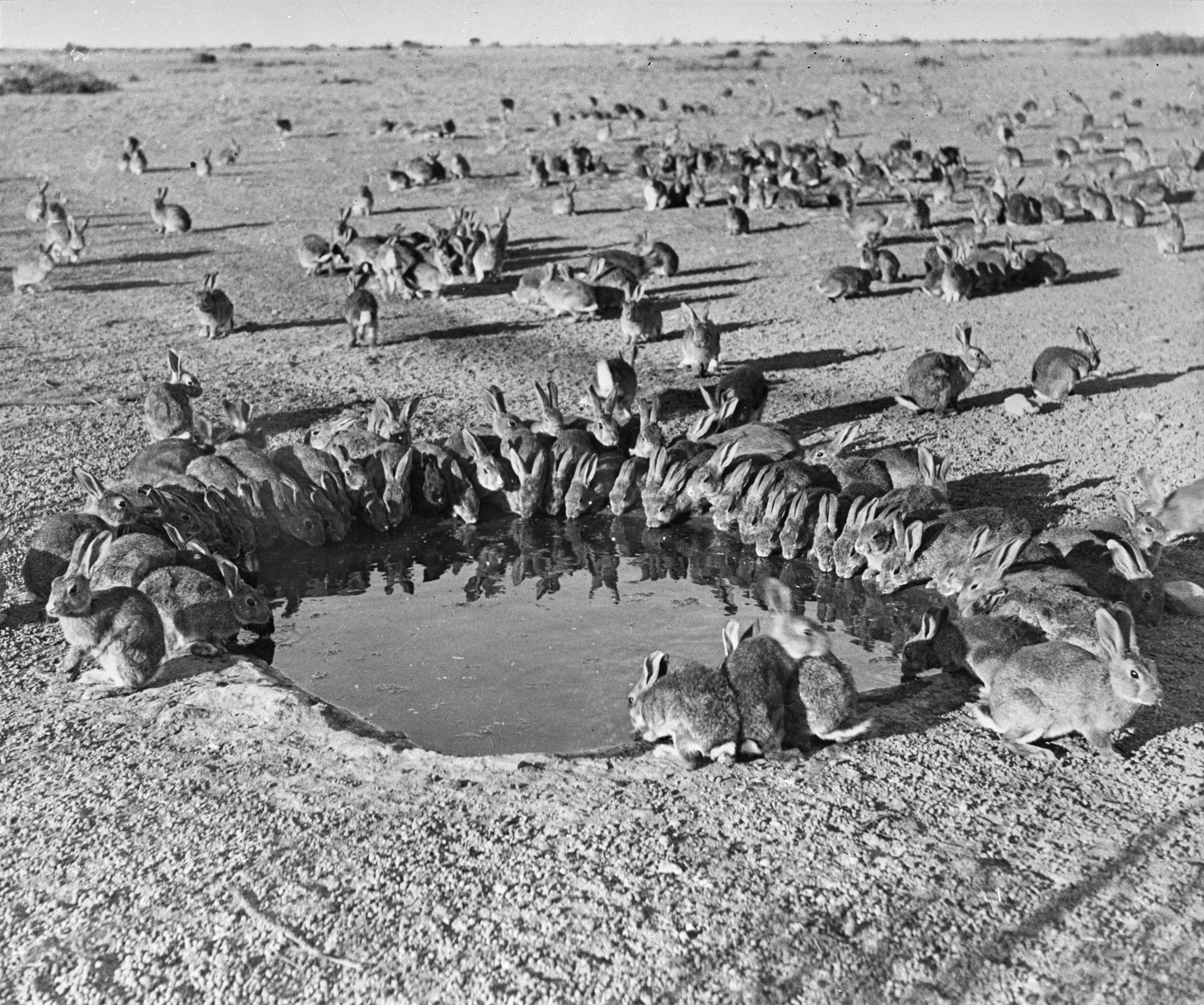
Lapins de garenne pullulant en 1938, nés de 24 individus introduits en Australie en l'absence de maladies ou prédateurs.

Les changements globaux, notamment quand ils sont induits rapidement par l'homme ont des conséquences pour la santé et la survie de nombreuses populations ou espèces, y compris l'Homme. 
Ainsi, en 2008, une étude mondiale sur les maladies émergentes humaines a montré que 60,3 % de ces nouvelles maladies étaient des zoonoses (maladies transmises à l’homme par un animal) et que plus de 71 % de ces zoonoses avaient un animal sauvage comme origine.
La chasse, mais aussi la pollution (par les pesticides notamment), la destruction et la fragmentation des habitats, ainsi que les collisions de la faune avec des véhicules sont des causes non négligeables de mortalité animale, de même pour les oiseaux que les collisions avec des lignes électriques, antennes ou façades vitrées éclairées la nuit.
L'introduction hors de leur aire de répartition d'espèces de la faune sauvage fait que certaines d'entre elles peuvent devenir envahissantes voire envahissantes. Ces espèces peuvent elles-mêmes être porteuses ou vectrices de parasites ou pathogènes. Ce phénomène est en augmentation.
En l'absence de corridors climatiques, le dérèglement climatique peut dans le même temps exposer des espèces vulnérables à la régression voire à la disparition.

## Statut de protection

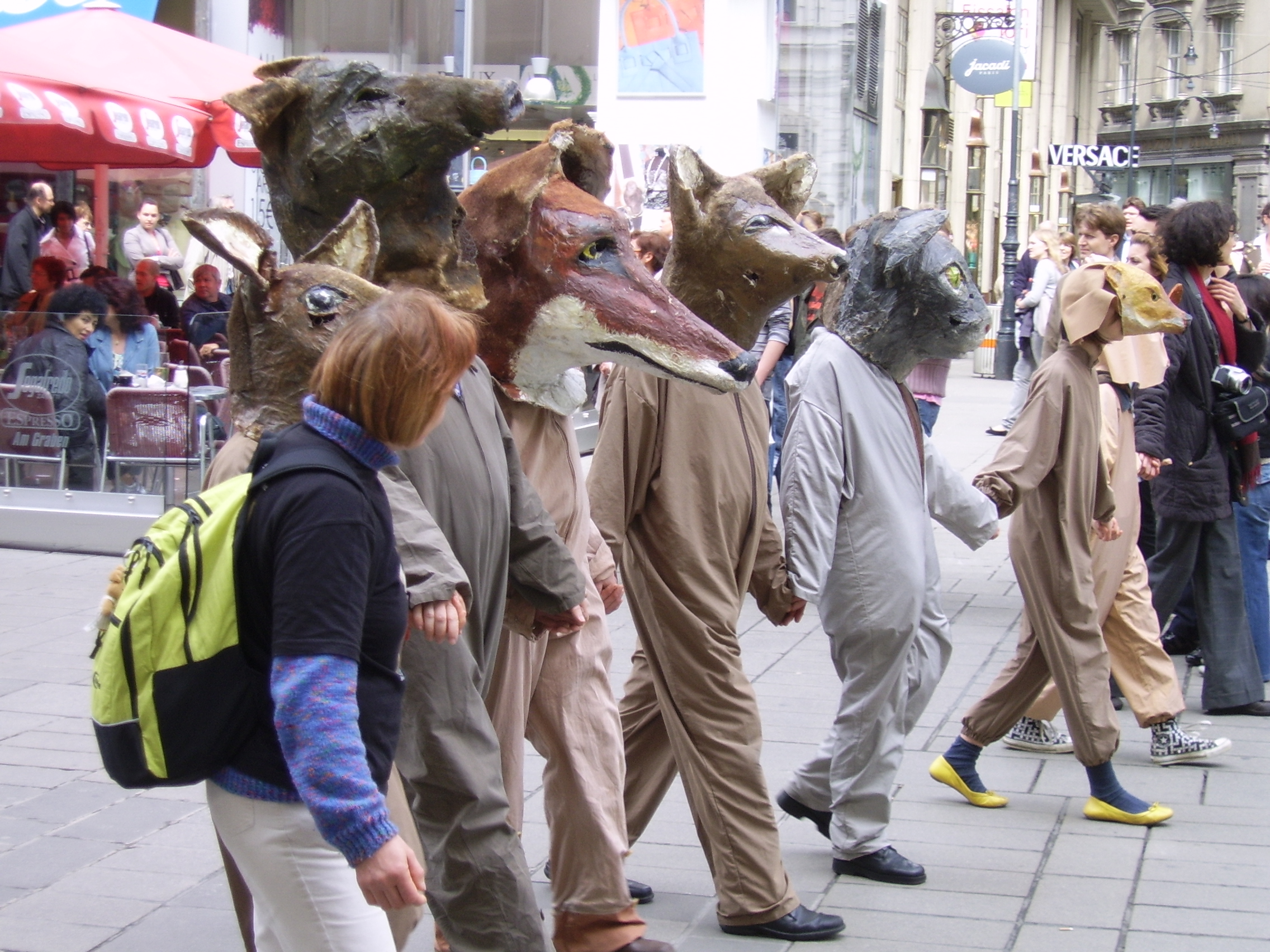
Manifestation contre la chasse des animaux sauvages.

S'il bénéficie de la protection humaine, c'est de loin, dans des réserves et des parcs naturels, ou ponctuellement pour des soins vétérinaires d'urgence. Les animaux sauvages sont également protégés par des conventions collectives qui en règlementent la chasse, la pêche, le transport, la commercialisation ou la détention. C'est le cas notamment de la Convention sur le commerce international des espèces de faune et de flore sauvages menacées d'extinction (CITES) ou de la Convention relative à la conservation de la vie sauvage et du milieu naturel de l'Europe (Convention de Berne) parmi bien d'autres.
Ainsi, en France, sauf exceptions et tolérances rigoureusement listées, il est nécessaire d'obtenir un certificat de capacité pour l'entretien d'animaux d'espèces non domestiques si on veut pourvoir conserver un ou plusieurs animaux sauvages en captivité.
La disparition de leur habitat, l'érosion génétique, la chasse ou la pêche trop intensives ou encore des conditions sanitaires défavorables sont les causes du déclin important de certaines populations. À tel point qu'un grand nombre d'espèces sont menacées d'extinction à plus ou moins brève échéance. Ce risque est généralement établi ou validé par l'Union internationale pour la conservation de la nature qui va attribuer un statut de conservation (liste rouge de l'UICN) et parfois de protection, de même que la CITES.
À l'inverse, certaines populations d'animaux sauvages posent des problèmes de cohabitation avec l'Homme ou sont sujettes à des phases de pullulation. Il est alors envisagé de réguler ou d'éradiquer localement ces espèces invasives. Par exemple, une Liste d'espèces susceptibles d'être classées nuisibles en France par un arrêté préfectoral est publiée et révisée régulièrement.
En février 2022, l'Équateur a reconnu dans une décision de sa Cour constitutionnelle des droits juridiques distincts aux animaux sauvages, une première mondiale. Cette décision donne entre autres un droit “d’exister, de s’épanouir et d’évoluer” à la biodiversité. Elle s'inscrit toutefois dans le contexte des processus écologiques comme la prédation et elle n’assimile pas les animaux à des êtres humains, mais leur accordent le droit d’être libres dans ce contexte des interactions espèces. Cela signifie que la chasse, la pêche, la cueillette et la sylviculture restent autorisées tant qu’elles sont pratiquées dans le cadre d’autres lois préexistantes (protégeant des animaux menacés par exemple), et qu’elles sont menées de manière à limiter la souffrance.

### Animaux sauvages blessés ou morts

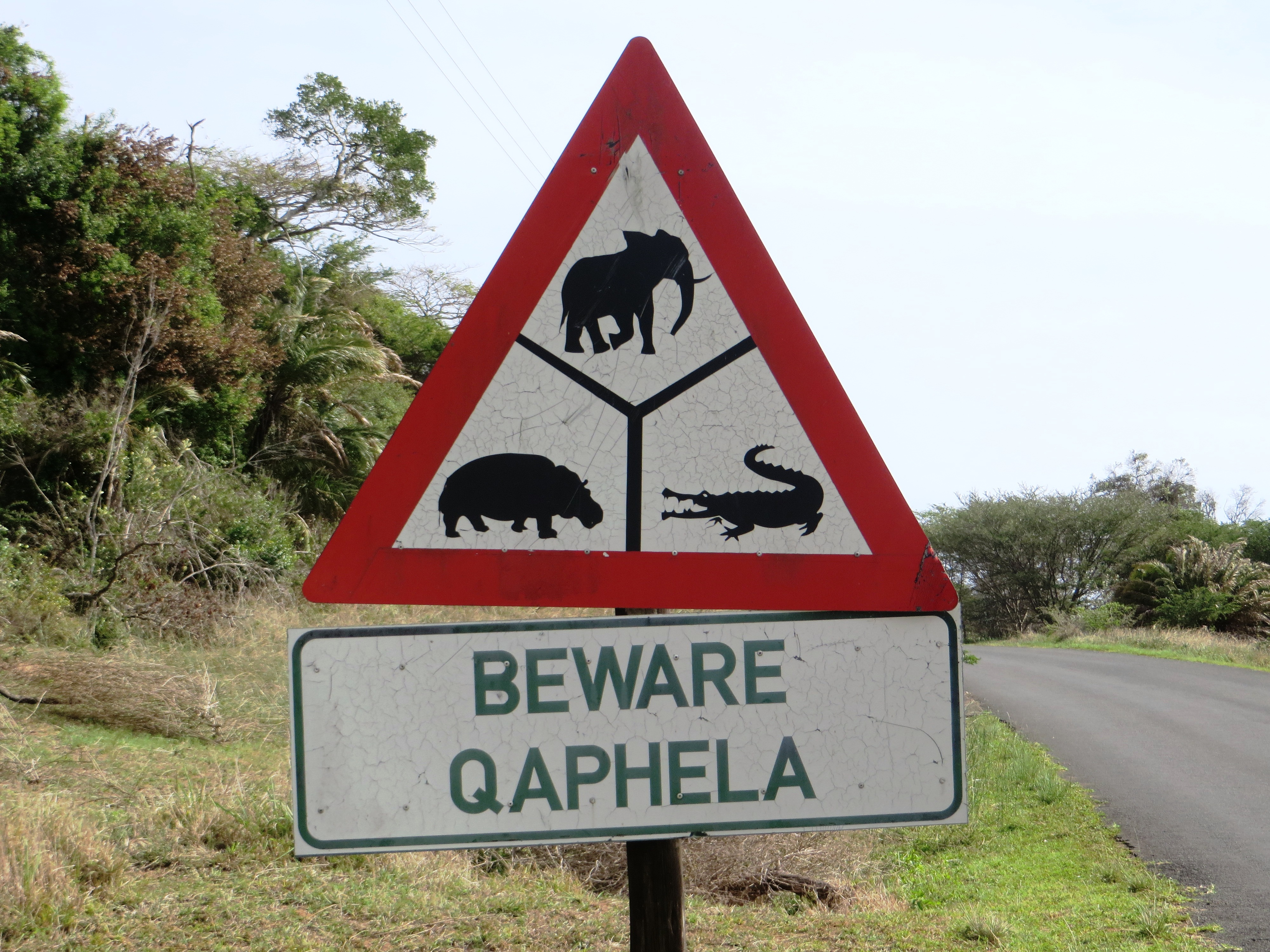
Panneau africain, prévenant les accidents et la mortalité animale due aux véhicules.

En France, selon l'époque, les circonstances et l'espèce, la découverte dans la nature d'un animal sauvage blessé ou déjà mort ne donne que très rarement le droit de se l'approprier. S'il est blessé et présente des chances de survie, il faut le confier au plus vite à un centre de sauvegarde après avoir averti un agent assermenté. Si l'animal est malade, on demande de prévenir l'Office national de la chasse et de la faune sauvage ou ceux de la Fédération des chasseurs du département, puis de le confier à un laboratoire en prenant des précautions pour éviter toute contagion. Si l'animal doit être achevé, ou s'il est déjà mort, la dépouille sera toujours signalée et éventuellement confiée aux autorités compétentes.

## Réintroduction
Dans le cadre de la biologie de la conservation, l'Homme peut mener des campagnes de réintroduction d'espèces animales dans leur milieu naturel. Ces animaux sont alors dans la mesure du possible suivis grâce à un collier émetteur ou d'autres dispositifs permettant de s'assurer du succès de l'opération et de comprendre les causes d'un éventuel échec de la réintroduction.

## Culture populaire
Dans la culture populaire, l'animal sauvage représente à la fois le danger et la force brute de la nature. Dans le folklore, des créatures comme les Ihizis au Pays basque sont des génies qui revêtent une forme d'animal sauvage.
Pour désigner le cadavre d'un animal sauvage, on parle de charogne.
Le conte populaire allemand Frérot et Sœurette raconte l'histoire d'un garçon qui se transforme en animal sauvage en buvant l'eau d'une rivière.